# Ivanhoe (Victoria)
Pour les articles homonymes, voir Ivanhoe.
Ivanhoe est un quartier de la banlieue de Melbourne, dans l'État australien de Victoria. Situé à 9 km au nord-est du centre-ville, il est peuplé d’environ 10 600 habitants. Il est le centre administratif de la Ville de Banyule et appartient à la circonscription électorale de Jagajaga.

## Sources
- (en) Cet article est partiellement ou en totalité issu de l’article de Wikipédia en anglais intitulé « Ivanhoe, Victoria » (voir la liste des auteurs).